# Nanos de Reus

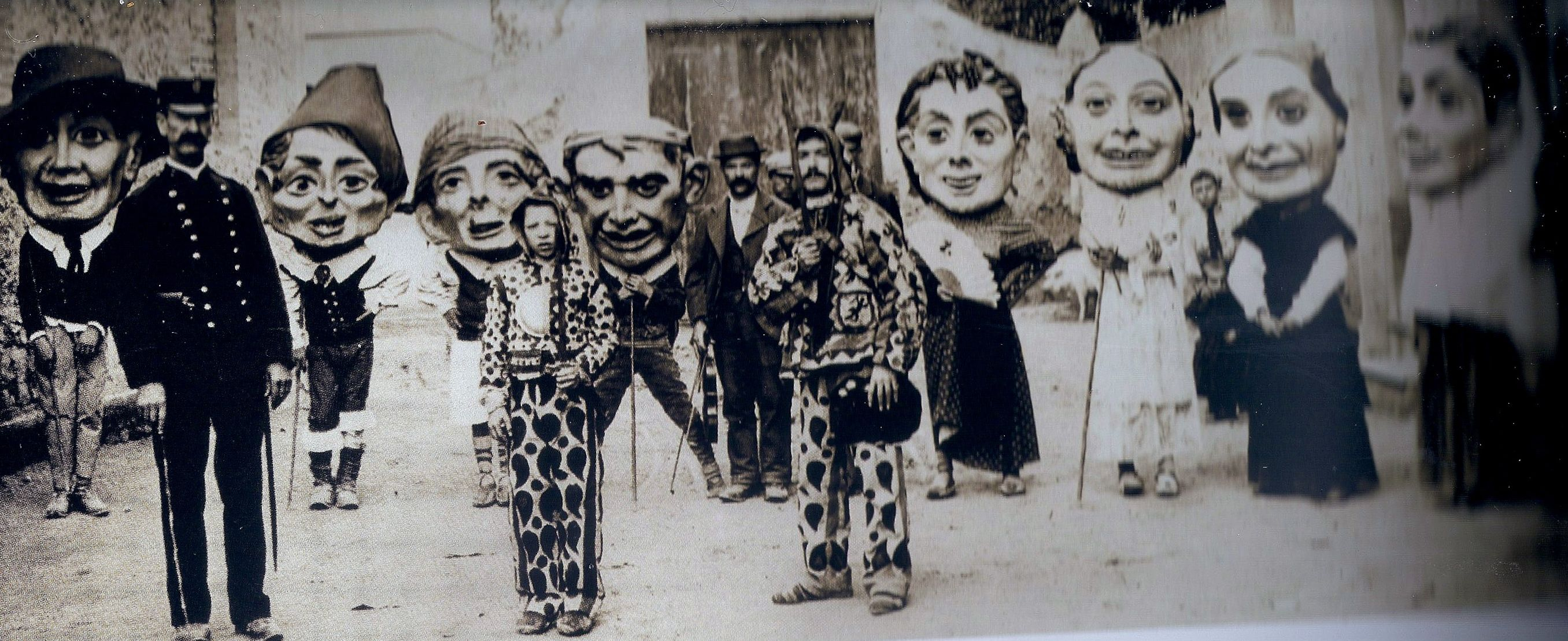
Els Nanos de Reus a principis del segle XX

Els Nanos de Reus formen part del Seguici Festiu de la ciutat.
A Reus hi ha hagut capgrossos almenys des de la fi del segle xviii, però els Nanos actuals són hereus dels que es van fer el 1899. Als documents surten per primer cop el 1774, però van desaparèixer durant bona part del segle xix. Els Nanos de la ciutat s'han fet nous moltes vegades, ja que es van deteriorant. Els que van sortir entre el 1860 i el 1874 van acabar destrossats per uns gossos que es van escapar de cal Boule. El 1899, per a celebrar la fi del segle xix, es van construir uns Nanos nous, formats per una parella de catalans, una de mallorquins, una de valencians i una altra de gallecs. Els acompanyaven dos diables, que conduïen la comparsa i recaptaven propines. Van sortir per primera vegada per la Festa Major de 1900, i també es van deteriorar. El 1927 es va fer una nova comparsa de Nanos, amb una parella de catalans, una d'aragonesos, una de gallecs, un dimoni i un negre, que va desaparèixer el 1937 després de traslladar-la a una població veïna
El grup actual prové dels capgrossos que va fer l'escultor Modest Gené l'any 1947, amb diners recollits per subscripció popular. Va construir quatre parelles, cada una representant a una de les parts de la Corona d'Aragó. La subscripció popular va tenir tant d'èxit que es recaptaren més diners dels necessaris i la comissió organitzadora va comprar una nova parella de nanos de sèrie a "El Ingenio", de Barcelona. Aquestes dues figures molt aviat foren conegudes com el Xiquet i la Xiqueta de Reus. Ell, portava una bufeta de porc inflada –substituïda més endavant per una pilota de goma– lligada amb un cordill a un petit bastó, amb la que obria pas a la comitiva tot perseguint la canalla.
L'any 1967 els Nanos tornaven a estar deteriorats, i l'artista reusenc David Constantí els va reproduir, una mica mes petits i alleugerint-los, ja que els antics pesaven molt, dolcificant també les seves faccions. Els originals de Modest Gené, restaurats, són al Museu Comarcal Salvador Vilaseca.

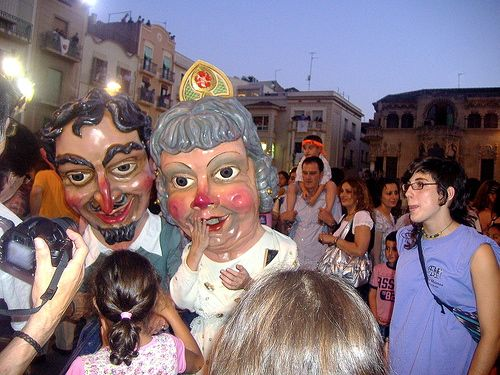
Nanos de Reus

Pel que fa a la parella coneguda com a xiquet i xiqueta de Reus, David Constantí va crear dues figures totalment noves, prenent com a models a un dels seus fills i a la seva esposa,figures que van substituir a les comprades en el seu dia a "El Ingenio" i que avui son un dels elements festius mes representatius de la ciutat.
Els nanos fan una dansa, "El Ballet de la Cadena" interpretada per una colla de grallers. És difícil trobar algun reusenc o reusenca que no sàpiga la lletra d'aquesta música, que, amb algunes variants, diu així:
| « | Els nanos mengen trumfes, arròs i peix pudent. No sé com ho aguanten aquesta pobra gent. Els nanos són uns dropos, no volen treballar i a casa de la vila els volen despatxar | » |

No es coneix ni la música ni els instruments que acompanyaven les primeres sortides dels nanos. El 1899, amb l'estrena dels nanos nous, van acompanyats per una flauta i un violí. Francesc Tous, l'any 1954, va fer l'arranjament de la música que actualment es toca.
Actuen el diumenge de Corpus, per Sant Pere els dies 28 i 29 de juny, i per les Festes de la Mare de Déu de Misericòrdia, el 24 i 25 de setembre.
Actualment els portadors dels Nanos són membres de l'Agrupament Escolta "La Mulassa"